# Vajda
Vajda je priimek več znanih oseb, večinoma madžarskega rodu:
- Árpád Vajda (1896—1967), madžarski šahist
- Branko Vajda (1906—1983), slovenski elektrotehnik
- Franc Vajda (1876—1929), slovenski šolnik (matematik, fizik)
- János Vajda (1827—1897), madžarski pesnik, revolucionar, publicist
- Marián Vajda (*1965), slovaški teniški trener
- Nika Vajda (*1983), slovensko-porabska novinarka, urednica Porabja (2022-)
- Szidónia Vajda (*1979), madžarska šahistka

tudi v obliki Wajda: Andrzej Wajda (1926–2016), poljski filmski režiser 
oz. Vaida: Alexandru Vaida-Voevod (1872—1950), romunski državnik